# 29-es busz (Győr)
A győri 29-es jelzésű autóbusz a Révai Miklós utca és a Széchenyi István Egyetem között közlekedik. A járatot a Volánbusz üzemelteti.

## Története
2022. április 9. előtt a járatok Sziget és a Zechmeister utca felé érték el a Belvárost.
2022. április 9-től a megszűnt CITY busz pótlása érdekében a buszok a Városrét és a Dunakapu tér érintésével közlekednek.

## Útvonala
| Széchenyi István Egyetem felé | Révai Miklós utca felé |
| --- | --- |
| Révai Miklós utca vá. – Révai Miklós utca – Városház tér – Szent István út – Teleki László utca – Pálffy utca – Schwarzenberg utca – Vas Gereben utca – Móricz Zsigmond rakpart – Móricz Zsigmond alsórakpart – Kossuth híd – Rónay Jácint utca – Hédervári út – Széchenyi István Egyetem vá. | Széchenyi István Egyetem vá. – Hédervári út – Kálóczy tér – Kossuth híd – Móricz Zsigmond alsórakpart – Móricz Zsigmond rakpart – Vas Gereben utca – Schwarzenberg utca – Pálffy utca – Teleki László utca – Szent István út – Gárdonyi Géza utca – Révai Miklós utca – Révai Miklós utca vá. |

## Megállóhelyei
Az átszállási kapcsolatok között a 9-es, 9A, 19-es és 19A buszok nincsenek feltüntetve.
| 0 | Révai Miklós utca                 | 9 | 2, 5, 5B, 5R, 6, 7, 8, 12, 12A, 12Y, 15, 15A, 18, 21, 21B, 22, 22A, 22B, 22Y, 30, 30A, 30B, 30Y, 31, 31A, 37, 38, 38A Távolsági járatok S10 G10 , IC, InterRégió, EC, EN, ER, gyorsvonat, expresszvonat,                                                    | Győr Helyi autóbusz-állomás, Bisinger József park, Posta, Városháza, Kormányablak |
| ∫ | Gárdonyi Géza utca                | 8 | 6, 7, 8, 8Y, 10, 11, 11Y, 12, 12A, 12Y, 13, 13B, 14, 14A, 14B, 15, 15A, 16, 30, 30A, 30B, 30Y, 31, 31A, 42 | Győr-Moson-Sopron Vármegyei Kereskedelmi és Iparkamara, GYSZSZC Deák Ferenc Közgazdasági Szakgimnáziuma, Révai Parkolóház, Bisinger József park |
| 1 | Városháza                         | ∫ | 1, 1A, 2, 2B, 5, 5B, 5R, 6, 7, 8, 8Y, 11, 12, 12A, 12Y, 13, 13B, 14, 14A, 14B, 15, 15A, 17, 17B, 18, 21, 21B, 22, 22A, 22B, 22Y, 30, 30A, 30B, 30Y, 31, 31A, 37, 38, 38A Távolsági járatok S10 G10 , IC, InterRégió, EC, EN, ER, gyorsvonat, expresszvonat, | Győr Városháza, 2-es posta, Honvéd liget, Révai Miklós Gimnázium, Földhivatal, Megyeháza, Győri Törvényszék, Büntetés-végrehajtási Intézet, Richter János Hangverseny- és Konferenciaterem, Vízügyi Igazgatóság, Zenés szökőkút, Bisinger József park, Kormányablak |
| 2 | Baross Gábor híd, belvárosi hídfő | ∫ | 1, 1A, 2, 2B, 5, 5B, 5R, 6, 7, 8, 8Y, 11, 12, 12A, 12Y, 13, 13B, 14, 14A, 14B, 15, 15A, 17, 17B, 18, 21, 21B, 22, 22A, 22B, 22Y, 30, 30A, 30B, 30Y, 31, 31A, 37, 38, 38A Távolsági járatok S10 G10 , IC, InterRégió, EC, EN, ER, gyorsvonat, expresszvonat, | Győr Városháza, 2-es posta, Honvéd liget, Révai Miklós Gimnázium, Földhivatal, Megyeháza, Győri Törvényszék, Büntetés-végrehajtási Intézet, Richter János Hangverseny- és Konferenciaterem, Vízügyi Igazgatóság, Zenés szökőkút, Bisinger József park, Kormányablak |
| 3 | Teleki László utca, színház       | 6 | 11Y | Nemzeti Színház, Czuczor Gergely Bencés Gimnázium és Kollégium, Loyolai Szent Ignác bencés templom, Posta, Lloyd Palota, Széchenyi tér, Árpád Parkolóház |
| 4 | Schwarzenberg utca                | 5 | 11Y | ÁRKÁD, Batthyány tér, Széchenyi István Egyetem Apáczai Csere János Kar, Mentőállomás, Kályhatörténeti Múzeum, Óvoda |
| 5 | Vas Gereben utca                  | 4 | 6 | ÁRKÁD, Richter János Zeneművészeti Szakgimnázium, Mentőállomás |
| 6 | Dunapart Rezidencia               | 3 | 6 | Dunapart Rezidencia, Sportorvosi rendelő, Prohászka Ottokár Orsolyita Gimnázium, Általános Iskola és Óvoda, Türr István úti Bölcsőde, Richter János Zeneművészeti Szakgimnázium, Országos Mérésügyi Hivatal                                                         |
| 7 | Dunakapu tér                      | 2 | 6 | Kossuth híd, Káptalandomb, Győri Hittudományi Főiskola, Püspöki Székesegyház, Püspökvár-Toronykilátó, Dunakapu mélygarázs, Dunakapu tér |
| 8 | Rónay Jácint utca                 | ∫ | 6 | Széchenyi István Egyetem, Hédervári úti Óvoda, Szentháromság templom, Posta, Tulipános Általános Iskola, Bóbita Óvoda |
| ∫ | Kálóczy tér                       | 1 | 6 | Szentháromság templom, Bridge Hallgatói Klub, Teniszcentrum, Széchenyi István Egyetem, Kálóczy tér |
| 9 | Széchenyi István Egyetem          | 0 | 2B, 6, 11, 12Y | Széchenyi István Egyetem, Hédervári úti Óvoda, Szentháromság templom, Posta |